# Borcz-Leśniczówka
Borcz-Leśniczówka – część wsi Borcz w Polsce, położona w województwie pomorskim, w powiecie kartuskim, w gminie Somonino.
Borcz-Leśniczówka wchodzi w skład sołectwa Borcz.
W latach 1975–1998 Borcz-Leśniczówka administracyjnie należała do województwa gdańskiego.